# Petite capitale E barré
Cette page contient des caractères spéciaux ou non latins. S’ils s’affichent mal (▯, ?, etc.), consultez la page d’aide Unicode.
ᴇ, appelé petite capitale E barré, est une lettre additionnelle de l’écriture latine qui est utilisée dans la transcription phonétique de l’Atlas linguistique européen et celle de l’Atlas linguistique roman.

## Utilisation
Dans l’Atlas linguistique européen et l’Atlas linguistique roman, ‹ ᴇ › représente une voyelle mi-haute centrale non arrondie, notée [ɪ̈] avec l’alphabet phonétique international,.

## Représentations informatiques
La petite capitale E barré n’a pas de représentation informatique standardisée. Il peut être présenté à l’aide de formatage sur la lettre petite capitale E ‹ ᴇ › ou en combinant la lettre petite capitale E avec une diacritique barre courte couvrante ‹ ᴇ̵ › ou un diacritique barre longue couvrante ‹ ᴇ̶ ›.